# بطولة باوليستا 2020
بطولة باوليستا 2020 هو الموسم 119 من بطولة باوليستا.